# خلیفه عایل النوفلی
خلیفه عایل النوفلی (عربی: خليفه عايل سالم النوفلي؛ زادهٔ ۱ مارس ۱۹۸۴) بازیکن فوتبال اهل عمان است.
از باشگاه‌هایی که در آن بازی کرده‌است می‌توان به باشگاه فوتبال الرائد، باشگاه ورزشی الاهلی قطر، باشگاه فوتبال ظفار، باشگاه فوتبال النهده عمان، باشگاه فوتبال عمان، باشگاه فوتبال الاتفاق، باشگاه ورزشی الکویت، و باشگاه ورزشی السد اشاره کرد.
وی همچنین در تیم ملی فوتبال عمان بازی کرده‌است.